# Dicranomyia yunqueana
Dicranomyia yunqueana är en tvåvingeart som först beskrevs av Alexander 1952.  Dicranomyia yunqueana ingår i släktet Dicranomyia och familjen småharkrankar. Inga underarter finns listade i Catalogue of Life.